# Bisdom Sangmélima
Het bisdom Sangmélima (Latijn: Dioecesis Sangmelimaensis) is een rooms-katholiek bisdom in Kameroen. Het maakt samen met zes andere bisdommen deel uit van de kerkprovincie Yaoundé en is suffragaan aan het aartsbisdom Yaoundé. Het bisdom telt 100.000 katholieken (2020), wat zo'n 46,7% van de totale bevolking van 216.000 is, en heeft een oppervlakte van 20.254 km². In 2020 bestond het bisdom uit 39 parochies. De huidige bisschop van Sangmélima is Christophe Zoa.  

## Geschiedenis
- 1963: Oprichting uit delen van het aartsbisdom Douala

## Speciale kerken
De kathedraal van het bisdom Sangmélima is de Cathédrale Notre-Dame de Sangmélina in Sangmélima.

## Bisschoppen
- Pierre-Célestin Nkou (1963–1983)
- Jean-Baptiste Ama (1983–1991)
- Raphaël Marie Ze (1992–2008)
- Christophe Zoa (sinds 2008)